# Шериф (ислам)

Шериф Мекки Хусейн ибн Али аль-Хашими.

Шери́ф, шари́ф (араб. شريف‎ — «знатный», «благородный», «честный»; мн. ч. араб. أشراف‎, ашра́ф) — почётный титул мусульман, передаваемый по мужской и женской линиям.
В доисламской Аравии представитель знатного рода, градоправитель или вождь племени. В мусульманском мире первоначально право на этот титул имели лишь потомки Хасана — сына Али и внука Мухаммеда, однако позднее «шерифами» — как и сеидами — называли всех потомков Мухаммеда.
Вне зависимости от состоятельности шерифы имели уважение наравне с высокопоставленными сановниками, браки с ними считались почётными, а сами они – достойными снисхождения даже за прегрешения. Эта особенность обосновывалось Кораном и особенно Сунной.  Справедливости ради, нужно отметить, что права на долю в закяте они не имели, у шиитов-имамитов они, наряду с высшими улама, участвовали в разделе пятины (хумс).
Ведя аскетичный образ жизни наиболее уважаемые шерифы снискали роль «угодников» (аулийа) или. местных святых. Например в  Аббасидском Халифате из шерифов того или иного города избирались старосты (накиб) – знатоки родословий, судившие об их подлинности и следившие за поведением шерифов, одновременно чтя их интересы (в том числе матримониальные) и надзирая за принадлежащими им вакфами.
С X века и по 1916 год в Аравии «шерифом» (точнее — «Великим шерифом») титуловался правитель Хиджаза и Мекки (см. Шериф Мекки). В 1916 году шериф Мекки Хусейн ибн Али аль-Хашими принял титул короля Хиджаза, а позднее провозгласил себя халифом (см. Шарифский халифат).
В XVI веке в Марокко правили шерифы династии Саадитов.